# (56284) 1999 LA2
1999 أل أي 2 (ويعرف أيضًا باسم (56284) 1999 أل أي 2 وفق تسمية الكوكب الصغير) (بالإنجليزية: 1999 LA2)‏ هو كويكب ضمن حزام الكويكبات؛ وترتيبه 56284 من حيث الاكتشاف.
اكتُشف هذا الجُرم الفلكي بواسطة تاكيشي أوراتا ‏ في 5 يونيو 1999.

## وصلات خارجية
- (56284) 1999 LA2 في قاعدة بيانات مختبر الدفع النفاث لأجرام النظام الشمسي الصغيرة

- الاكتشاف · مخطط المدار ·  العناصر المدارية · المعلمات المادية

- (56284) 1999 LA2 على موقع ويكي سكاي: DSS2, SDSS, GALEX, IRAS, Hydrogen α, X-Ray, Astrophoto, Sky Map, Articles and images